# Парна
Парна (словац. Parná) — річка в Словаччині, права притока Трнавки, протікає в окрузі Трнава.
Довжина — 38.5 км.
Витікає в масиві Малі Карпати (частина Пезінські Карпати) на схилі гори Вапенна на висоті 560 метрів.
Впадає у Трнавку біля села Грнч'яровце-над-Парноу.